# فرودگاه شهری کلارکسویل
فرودگاه شهری کلارکسویل (به انگلیسی: Clarksville Municipal Airport) یک فرودگاه همگانی بهره‌برداری هوایی است که یک باند فرود آسفالت دارد و طول باند آن ۱۳۷۴ متر است. این فرودگاه در کشور ایالات متحده آمریکا قرار دارد و در ارتفاع ۱۴۷ متری از سطح دریا واقع شده‌است.